# کارل پوپر
سِر کارل رایموند پوپر (به آلمانی: Karl Popper)(۲۸ ژوئیه ۱۹۰۲ – ۱۷ سپتامبر ۱۹۹۴) فیلسوف علم، منطق دان، ریاضی‌دان و اندیشمند اتریشی-انگلیسی و استاد مدرسه اقتصاد لندن بود. او یکی از بزرگ‌ترین فیلسوفان علم سده بیستم به حساب می‌آید و آثار زیادی در فلسفه سیاسی و اجتماعی از خود باقی گذاشته‌است. پوپر به دلیل کوشش‌هایش در رد روش علمی طرفداران کلاسیک مشاهده/استنباط (اثبات‌گرایان) از طریق پیشبرد روش ابطال‌پذیری تجربی، مخالفت‌اش با دانش برآمده از قیاس و استدلال کلاسیک (ارسطویی-افلاطونی) و دفاع از خردگرایی انتقادی، بنیادگذاری نخستین فلسفه انتقادی غیر توجیه‌گرانه در تاریخ فلسفه و دفاع نیرومندش از لیبرال دموکراسی و اصول انتقادگرایی اجتماعی که به نظر او امکان ظهور جامعه باز را فراهم کردند، شهرت دارد.

## زندگی
وی در یک خانوادهٔ از طبقه متوسط و دارای مذهب یهودی که به مسیحیت پروتستان گرویده بود، زاده شد.
پوپر تربیت شدهٔ مکتب لوتری بود و از دانشگاه وین فارغ‌التحصیل شد. در ۱۹۱۸ تحصیل در مدرسه را رها کرد و مطالعهٔ شخصی را در پیش گرفت و در دروس مختلفی همچون تاریخ، ادبیات، فلسفه، ریاضیات، فیزیک و طب حضور می‌یافت. در ۱۹۱۹ در اثر تبلیغات کمونیست‌ها، مارکسیست شد، ولی چند ماهی نگذشت که نظرش را تغییر داده و روی از آن برتافت. ضعف علمی روان کاوی فرویدی و روانشناسی فردی آدلر نیز در همان سال بر او آشکار گردید و در مقابل علاقه‌اش به تئوری نسبیت اینشتین جلب شد که به تازگی از بوتهٔ آزمونی خطیر سرفراز برآمده بود.
در ۱۹۲۲ در آزمون ورودی دانشگاه وین پذیرفته شد. در ۱۹۲۸ پایان‌نامهٔ دکتریش را با عنوان «دربارهٔ مسئله روش در روان‌شناسی تفکر» ارائه داد و در دو امتحان شفاهی «فلسفه و روانشناسی» و «تاریخ موسیقی» شرکت جست و با احراز رتبهٔ ممتاز، درجهٔ دکتری را دریافت کرد. پوپر در حین تحصیل کار هم می‌کرد. زمانی شاگرد قفسه‌سازی و مدتی مددکار اجتماعی کودکان بی‌سرپرست بود.

### جایزه‌ها و افتخارات
پوپر در طی حیات علمی خود، جوایز علمی و افتخارات فراوانی کسب کرد که از جمله آن می‌توان به دریافت ده‌ها دکترای افتخاری از دانشگاه‌های معتبری چون پرینستون، آکسفورد، کمبریج، وین و دانشگاه لندن اشاره کرد. همچنین الیزابت دوم، ملکه بریتانیا در ۱۹۶۵ به پاس خدمات پوپر به دانش به او عنوان «سِر»(SIR) داد و در ۱۹۸۲ وی را به لقب «مصاحب افتخاری» خویش ملقب ساخت.
پوپر از اعضای انجمن سلطنتی و فرهنگستان انگلیس، عضو خارجی فرهنگستان علم و هنر آمریکا، انجمن فرانسه، عضو خارجی فرهنگستان ملی لینچه‌ای، عضو فرهنگستان جهانی فلسفهٔ علوم، وابسته فرهنگستان سلطنتی بلژیک، عضو آکادمی علم و هنر و فرهنگ اروپا، عضو افتخاری فرهنگستان جهانی تاریخ علوم، عضو افتخاری انجمن سلطنتی زلاندنو، عضو فرهنگستان زبان و ادبیات آلمان، عضو فرهنگستان علوم اتریش، عضو افتخاری حلقه PBK در هاروارد، عضو انجمن فلسفه آلمان، عضو افتخاری مدرسه علوم اقتصادی و سیاسی لندن و کالج داروین در کمبریج بود.

## نظرات

### ابطال‌پذیری
نظریه ابطال‌پذیری پوپر در حال حاضر پذیرفته‌ترین معیار برای تمایز علم از شبه علم می‌باشد. طبق این نظریه تنها نظریاتی علمی محسوب می‌گردند که خود را در معرض آزمایش و رد شدن قرار دهند و نظریاتی که تحت هر شرایطی درست می‌باشند علمی محسوب نمی‌شوند. از نظر پوپر هر چه یک نظریه بیشتر خود را در معرض خطر رد شدن (از طریق پیش‌بینی‌های دقیق) قرار دهد علمی تر است.

### دفاع از کانت
پوپر در آنجا که با همه اشکال تام‌گرایی به ستیز برمی‌خیزد، تحت تأثیر فلسفه روشنگری است. وی به ویژه در آغاز دارای گرایش نئوکانتی و همه جا از ایمانوئل کانت به عنوان فیلسوف آزادی و انسانیت یاد کرده‌است. پوپر با تکیه بر روح فلسفه روشنگری، به سهم خود تلاش می‌ورزد تا انسان‌ها از پذیرش غیر سنجش‌گرانه نظریات فاصله بگیرند و به گفتهٔ تاریخی کانت، شهامت استفاده از خرد خود را بیابند، خرد برای پوپر تنها مرجع و سرمایه معنوی انسانی است که همواره باید به آن تکیه و از واگذار کردن آن به نهادهای ویژه و ابر اندیشمندان پرهیز کرد. پوپر تصریح می‌کند که ما باید عادت دفاع از بزرگ مردان را ترک گوییم، چرا که بسیاری از آنان از راه تاختن به آزادی و عقل، خطاهای بزرگ مرتکب شده‌اند و تسلط فکری آنان هنوز مایهٔ گمراهی انسان‌هاست. پوپر متفکرانی را که با اندیشه‌های خود عملاً در خدمت خودکامگان و راه‌گشای حکومت‌های جبار بوده‌اند، «پیامبران کاذب» می‌نامد. در اکثر نوشته‌های وی، پیامبران کاذب و مراجع فکری چه در زمینهٔ نظری و چه در عرصهٔ سیاست عملی به دقت ردیابی می‌شوند و سرانجام در مقابل قاضی، منتقد دادگاه عقل قرار می‌گیرند. به نظر پوپر، حقیقت به صورت عینی وجود دارد و هدف اصلی انسان باید جستجوی مستمر آن در فرا روندی پایان ناپذیر باشد.

### جامعه باز و دشمنان آن
پوپر در سال ۱۹۴۵ دیگر اثر پر آوازه و تأثیرگذار خود با عنوان «جامعه باز و دشمنان آن» را منتشر ساخت. این اثر یک کتاب دو جلدی بود، و با حمله به افلاطون و ایده‌های وی آغاز می‌شد. پوپر، افلاطون را یک اندیشمند خودکامه‌گرا می‌داند که حامی جزم‌گرایی بوده و «جامعه بسته» را ترویج می‌نمود. پوپر همچنین هگل را مورد حمله قرار داد چرا که وی را یک مطلق‌گرای خطر ساز می‌دانست. البته در این کتاب، کارل مارکس نیز مورد هجمهٔ انتقادی پوپر قرار گرفته و به دلیل کل‌گرا و موجبیت گرایی‌اش، محکوم شده‌است.
از نظر پوپر، نظریات مارکس راجع به انقلاب و از بین رفتن نهایی سرمایه‌داری، نمی‌توانند گزاره‌هایی علمی‌باشند، چرا که ابطال‌ناپذیر به نظر می‌رسند.
پوپر در سال ۱۹۴۶، کرسی منطق و روش علمی را در مدرسه اقتصادی لندن به دست آورد، و تا زمان بازنشستگی‌اش در سال ۱۹۶۹ همچنان این کرسی را در اختیار خود داشت. وی در سال ۱۹۵۷، کتاب «فقر تاریخ گرایی» را نگاشت و در آن استدلال کرد که قوانین تاریخ ضرورتاً ساختگی هستند، چرا که حوادث تاریخی، خاص و منحصربه‌فرد می‌باشند. چیزهایی که اغلب -فی‌المثل توسط مارکس- به عنوان قانون تاریخی پنداشته می‌شود، در واقع صرفاً روندهای تاریخی هستند.
«شاید من بر خطا باشم و حق با شما باشد، اما اگر تلاش کنیم، ممکن است به حقیقت نزدیک‌تر شویم». این عبارت را اولین‌بار «کارل پوپر»، فیلسوف علم، در سال ۱۹۴۵ در کتاب جامعه باز و دشمنان آن نوشته بود. او در جایی می‌نویسد صورت‌بندی این عبارت و اساساً تألیف کتاب جامعه باز را مدیون یک عضو جوان حزب ناسیونال‌سوسیالیست اهل کارینتیا است که نه نظامی بود و نه پلیس، ولی با وجود این، یونیفرم حزب را پوشیده بود و اسلحه‌ای هم بر کمر داشت. ماجرا آن‌گونه که «پوپر» تعریف می‌کند، در حدود سال ۱۹۳۳ (سال به قدرت‌رسیدن هیتلر) اتفاق افتاده و مرد جوان مسلح خطاب به «پوپر» گفته‌است: «ببینم؛ می‌خواهی بحث کنی؟ من بحث نمی‌کنم؛ من شلیک می‌کنم!». «پوپر» معتقد بود گفتگوی دو طرف حتی بدون داشتن چارچوب مشترک فکری نیز می‌تواند مثمر ثمر باشد. او ضمن پذیرش این نکته که هرچقدر نقاط اشتراک طرفین کمتر باشد دیالوگ دشوارتر است، معتقد بود هرگز نمی‌توان گفت چنین گفتگویی بی‌حاصل خواهد بود. اگر طرف‌های یک گفتگو در همه موارد با یکدیگر هم‌عقیده باشند، اساساً دیگر بحث موضوعیتی نخواهد داشت و حتی کسالت‌بار نیز خواهد شد.

### تأثیرپذیری
پوپر تأثیر بسزایی از فیلسوف و اقتصاد دان پر آوازهٔ هموطنش فردریش فون هایک داشت. آشنایی فون هایک با پوپر به سال‌های آغازین فعالیت‌های علمی آن دو برمی گردد. اولین ملاقات آن‌ها در سال ۱۹۳۵ روی داد، زمانی که پوپر به دعوت هایک، نسخه اولیه کتاب «فقر تاریخ گرایی» را در سمینار هایک در مدرسه اقتصاد لندن ارائه کرد.
از آن پس، دوستی و ارتباط فکری آن‌ها هیچ وقت از هم گسیخته نشد. اما با وجود دلبستگی‌های عمیق و دیرپای دوستی، نزدیکی و شباهت‌های دیدگاه‌های معرفت شناختی و تلاش و سعی آن‌ها بر شباهت‌ها و خویشاوندی اندیشه‌های شان، تفاوت‌ها و اختلافات مهمی میان روش‌شناسی آن‌ها، به‌ویژه دربارهٔ کاربرد اصل «ابطال پذیری» پوپر در علوم اجتماعی وجود دارد.
پوپر خود اذعان دارد که اندیشه‌های هایک برای او بسیار راهگشا بوده‌است. به عنوان نمونه در مباحث «مهندسی تدریجی» و مبحث وحدت روش در علوم اجتماعی و طبیعی پوپر از آراء هایک استفاده‌های فراوان می‌کند.
دومین اندیشمندی که پوپر بسیار وامدار اوست، «ایمانوئل کانت» است. کانت مهم‌ترین فیلسوف عصر روشنگری بود و پوپر در جاهای گوناگون خود را یک فیلسوف معتقد به اصول روشنگری دانسته‌است از جمله در زندگینامه خود نوشته‌اش که در ایران با عنوان «جستجوی ناتمام» چاپ شده، به صراحت به این موضوع اشاره کرده‌است. البته تأثیر کانت را بر پوپر در جاهایی که او دیدگاه‌های سیاسی‌اش از جمله مبحث «آزادی» و «دموکراسی» را مطرح می‌کند، روشنتر است.
شاید تأثیرگذارترین و قدیمی‌ترین (از لحاظ تاریخی) کسی که پوپر متأثر از تفکر اوست، سقراط باشد. خود پوپر در آثار گوناگون خود به این نکته اذعان کرده‌است که اندیشه سقراط اساس کار او در بحث‌های گوناگون قرار گرفته و بارها در طول آثارش سقراط را به عنوان سردمدار آزادی و فرزانگی ستوده‌است و شاید مهم‌ترین اندیشه‌ای که پوپر از سقراط متأثر بوده‌است را بتوان در یک جمله آورد، که چند تز اساسی پوپر نیز بر اساس همین یک جمله‌است: می‌دانم که هیچ نمی‌دانم.
پوپر ضمناً از منتقدان جدی و مؤثر حلقه وین به‌شمار می‌رفت. وی به عنوان یک فیلسوف تحلیلی شناخته می‌شود، و در این زمینه خود را مرهون آلفرد تارسکی می‌داند، اما در فلسفه تحلیلی صاحب نظر تازه‌ای نیست.

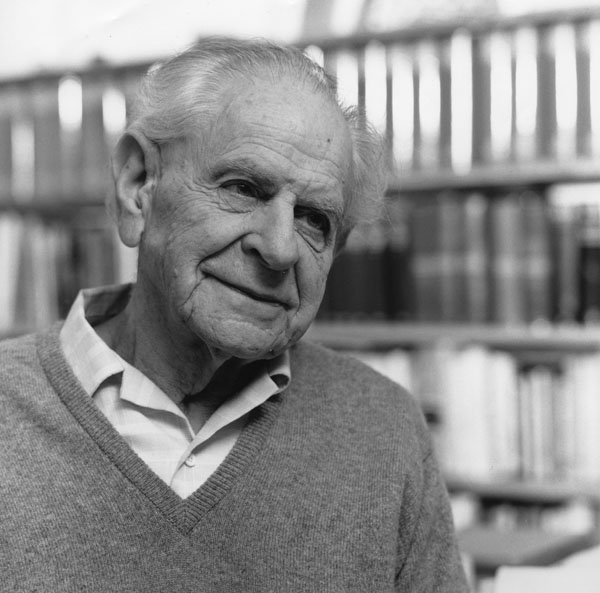
پویر در سال ۱۹۹۰

در کنگره سال ۱۹۶۰جامعه‌شناسان آلمان در توبینگن قرار بوده «کارل پوپر» دربارهٔ منطق علوم اجتماعی سخنرانی کند؛ همایشی که در آن هم «تئودور آدورنو» حضور داشت و هم «هابرماس» و دیگر اعضای مکتب فرانکفورت. گویا «هابرماس» در این همایش به‌اشتباه «پوپر» را به‌عنوان یک پوزیتیویست مورد انتقاد شدید قرار داده بود. البته نکته اصلی بحث ما هم در همین‌جا نهفته‌است. بسیاری تصور می‌کردند «پوپر» یک پوزیتیویست تمام‌عیار است. دلیل آن هم این بود که کتاب «منطق اکتشاف علمی» او که حلقه وین را از دیدگاه رئالیستی و ضدپوزیتیویستی نقد می‌کرد، توسط انتشارات و به ویراستاری خود اعضای حلقه وین منتشر شده بود.

## در نظر دیگران
آلبرت انیشتیندر نامه‌ای که بتاریخ پانزدهم ژوئن ۱۹۳۵، برای پوپر نوشته بود، تأکید کرده بود که «ابطال‌پذیری صفت اصلی و قطعی تئوری‌هایی است که از واقعیت خبر می‌دهند.
ارنست گامبریچنویسندهٔ کتاب معروف هنر و پندار Art and Illusion در مقدمهٔ آن کتاب می‌نویسد: «من مفتخر خواهم بود اگر نفوذ پروفسور پوپر همه جا در کتاب من احساس شود.»
برتراند راسل
در بارهٔ جامعهٔ باز و دشمنان آن می‌گوید «اثری است در طراز اول اهمیت که شایسته‌است به سبب انتقادات استادانه از دشمنان قدیم و جدید دموکراسی، هر چه بیشتر خواننده پیدا کند. [حملهٔ پوپر] بر افلاطون با آنکه به روش متعارف صورت نمی‌گیرد، به عقیدهٔ من کاملاً موجه است. هگل را با نظر صائب مورد حمله قرار می‌دهد. مارکس نیز با همان تیزبینی شکافته و تشریح می‌شود و از مسئولیت در قبال تیره بختیهای امروز سهمی سزاوار می‌برد. [جامعهٔ باز] دفاعی ژرف و پرقدرت از دموکراسی است. کتابی است بموقع و بسیار خواندنی و بسیار شیوا.»
لئو اشتراوس و اریک فوگلین
از جمله منتقدین کارل پوپر، لئو اشتراوس و همکاران او در دانشگاه شیکاگو بودند. او نامه‌ای که اریک فوگلین در مذمت کارل پوپر نوشت را تأیید کرد. در این نامه فوگلین نوشته بود که رویکرد پوپر به فلاسفهٔ گذشته «هتاکانه» است و کتاب جامعهٔ باز او «چرندیات ایدئولوژیک»، یک «رسوایی» و مطالعهٔ آن «اتلاف وقت» است. او به‌طور خاص در مورد فهم پوپر از اندیشه‌های افلاطون  گفت: «پوپر در فلسفه آن‌چنان بی‌سواد و آن قدر یک غوغاسالار مبتدی ایدئولوژیک است، که قادر نیست حتی به‌طور تقریبی محتوای یک صفحه از آثار افلاطون را بازگویی کند. خواندن [فلسفه] برای او نفعی ندارد. دانش او آن قدر ناچیز است که نمی‌فهمد مؤلف چه می‌گوید.»
رضا داوری اردکانی
در ایران رضا داوری اردکانی بزرگ‌ترین منتقد کارل پوپر است. او معتقد است پوپر رویکرد جدلی، سیاسی و ژورنالیستی به فلسفه و فیلسوفان داشته و در قضاوت درباره فیلسوفان بزرگ تاریخ، مبادی فکری آن‌ها را در نظر نمی‌گرفته و مقاصد آن‌ها را تحریف کرده‌است. او پوپر را به خاطر ناسزاگویی و حمله به شخصیت فیلسوفان بزرگ در حالی که خودش می‌گفته در بررسی آراء فلاسفه می‌شود شخصیت آن‌ها را نادیده گرفت سرزنش می‌کند. اردکانی نقد می‌کند اولاً سبک و لحن نوشته روزنامه ای است؛ ثانیاً نویسنده با این‌که داعیه دفاع از عقل و استدلال دارد بیشتر به جدل و مغالطه پرداخته و فی المثل در باب اقوال و آراء عقاید به اعتبار نتایجی که از آن‌ها حاصل می‌شود حکم کرده‌است؛ ثالثاً به جای رد تاریخ انگاری، برداشت و تلقی خود از آن را رد کرده‌است.»

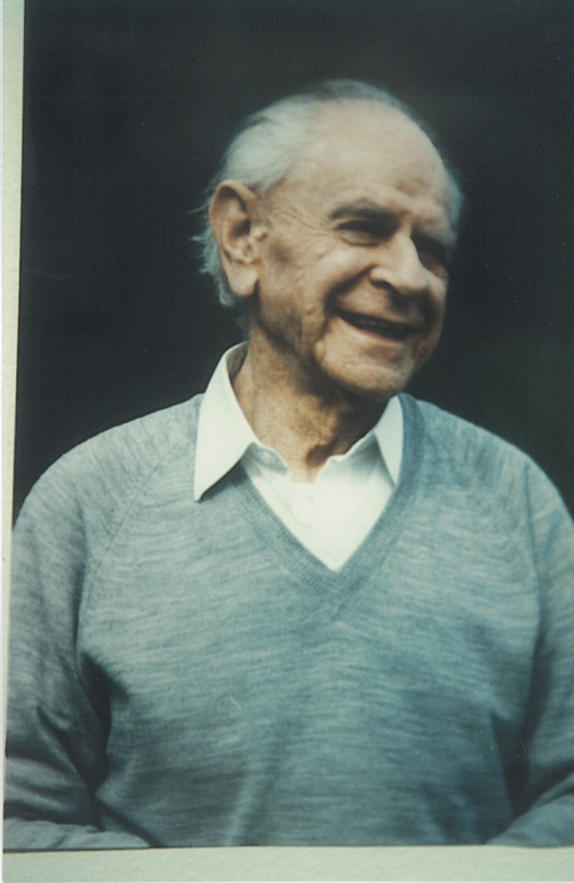
پوپر در سال ۱۹۸۷

### فلسفهٔ علم
- فقر تاریخیگری یا فقر مکتب تاریخ گرایی[۱۱]
- حدس‌ها و ابطال‌ها[۱۲]
- منطق اکتشاف علمی[۱۳]
- جهان باز[۱۴]
- واقع‌گرایی و هدف علم
- نظریه کوانتوم و تفرقه در فیزیک
- شناخت عینی، برداشت تکاملی
- حدس‌ها و ابطال‌ها: رشد شناخت علمی
- سرچشمه‌های دانایی و نادانی
- جهان گرایش‌ها
- اسطوره چارچوب: در دفاع از علم و عقلانیت

### فلسفهٔ سیاسی
- جامعه باز و دشمنان آن
- جست‌وجوی بی‌پایان[۱۵]
- ناکجاآباد و خشونت: گفتارها و گفتگوهایی از کارل پوپر
- درس این قرن (مجموعه‌ای مقالات پوپر)
- زندگی سراسر حل مسئله‌است
- آینده باز است
- محدودیت‌های روش شناختی برنامه پژوهشی پوپر دربارهٔ «جامعه باز»
- اندیشه سیاسی کارل پوپر / نویسنده: جرمی شی‌یرمی